# Herbes de Provence

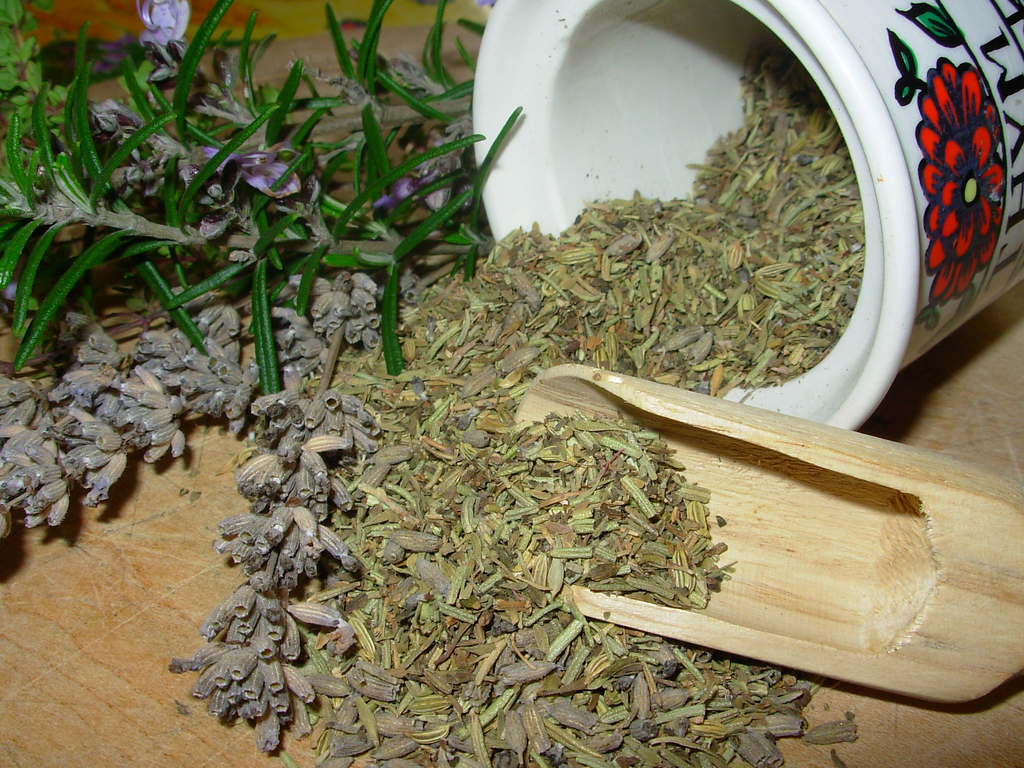
Herbes de Provence

Herbes de Provence är en kryddblandning med ursprung i Provence i södra Frankrike. Den används till kött, fågel och grönsaker.
Blandningen innehåller basilika, fänkålsfrö, lavendel, mejram, rosmarin, salvia, sommarkyndel och timjan.